# Funariaceae
Le Funariacee (Funariaceae Schwägr., 1830) sono una famiglia di muschi, unica famiglia dell'ordine Funariales M.Fleisch., 1920.

## Tassonomia
La famiglia comprende 228 specie nei seguenti generi:
- Afoninia Ignatova, Goffinet & Fedosov, 2015
- Bryobeckettia Fife, 1985
- Cygnicollum Fife & Magill, 1982
- Entosthodon Schwägr., 1823
- Funaria Hedw., 1801
- Funariella Sérgio, 1988
- Goniomitrium Hook. & Wilson, 1846
- Loiseaubryum Bizot,1976
- Nanomitriella E.B. Bartram, 1954
- Physcomitrellopsis Broth. & Wager ex Dixon, 1922
- Physcomitriopsis D. Subram., 2016
- Physcomitrium (Brid.) Brid., 1827
- Pyramidula Brid., 1819
- Steppomitra Vondr. & Hadač, 1965

Sono noti anche i seguenti ibridi:
- ×Funariophyscomitrella F. Wettst., 1924 (Funaria × Physcomitrella)